# Euglossa cyanura
Euglossa cyanura är en biart som beskrevs av Cockerell 1917. Euglossa cyanura ingår i släktet Euglossa, tribus orkidébin, och familjen långtungebin. Inga underarter finns listade.

## Bildgalleri

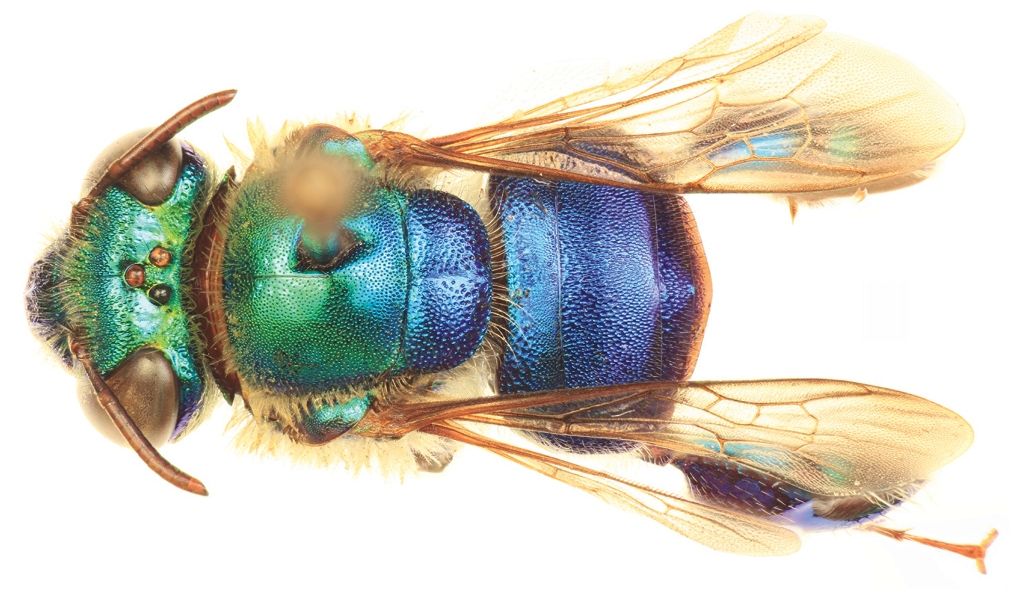